# 包玉星
包玉星，1920年—2005年，香港及新加坡著名企业家，于航运业知名，被称作“香港与内地造船业合作之第一人”。浙江宁波人。

## 生平
浙江省宁波市镇海县（今称镇海区）庄市钟包村人。宋龙图阁学士包拯的29世孙。父亲包兆龙，上海及香港知名企业家。长兄包玉书，香港知名企业家。次兄包玉刚，世界船王。
早年在家乡宁波叶氏中兴学校（由清末“五金大王”叶澄衷出资创办）读书。后随家人移居上海。入读上海沪江大学，学习于经济管理系。大学毕业后，入上海四明银行担任银行职员。并任职于新利进出口公司等企业。
1956年，移居香港。在次兄包玉刚创办的环球航运公司任职，被派驻日本东京办事处工作。后移居新加坡，自主创业，于新加坡创立联成航运公司，任董事长。后将公司总部设置在香港，并在世界多地设有分支机构。
1980年改革开放之初，大陆航运业刚起步，包玉星的联成航运公司就赴大陆订造船只。曾在大连造船厂订造2艘2.7万吨级货轮，是改革开放后大连造船厂最早期的海外订单，其中一艘被命名为“长城号”。1980年代初，曾与次兄包玉刚合伙出资1亿美元，订造散货船，引起国际航运界关注。包玉星也曾上书中共领导人，建言发展中国本土造船业和航运业。1984年，曾回到家乡宁波合资兴办企业，合资创办有宁波花港有限公司，经营气垫船客运业务，是国内同类企业中的首创。
包玉星曾担任香港宁波同乡会名誉会长，香港上海总会名誉顾问等社会公益职务。2005年，因病在香港港安医院逝世，享年85岁。包玉星逝世后，家族后代传闻争夺遗产。

## 家庭成员
- 远祖：包拯
- 父亲：包兆龙[3]
- 长兄：包玉书
- 次兄：包玉刚
- 长子：包纶国，在包玉星逝世后，曾遭香港汇丰追讨遗产[4]
- 次子：包静国，会德丰亚太董事[4]
- 三子：包纬国，知名书法家[4]